# Abdalelah Haroun
Abdalelah Haroun Hassan (in arabo عبد الإله هارون‎?; Sennar, 1º gennaio 1997 – Doha, 26 giugno 2021) è stato un velocista qatariota, di origine sudanese.

## Biografia
Dal 2015 iniziò a competere per la nazionale del Qatar.
Rappresentò il Qatar ai Giochi olimpici di Rio de Janeiro 2016, dove venne eliminato con il settimo tempo del suo gruppo nella semifinale dei 400 m piani.
È morto nel giugno del 2021, a causa di un incidente stradale.

## Palmarès
| Anno | Manifestazione      | Sede           | Evento      | Risultato  | Prestazione | Note                                     |
| ---- | ------------------- | -------------- | ----------- | ---------- | ----------- | ---------------------------------------- |
| 2015 | Campionati asiatici | Wuhan          | 400 m piani | Oro        | 44"68       |                                          |
| 2015 | Campionati asiatici | Wuhan          | 4×400 m     | Oro        | 3'02"50     | Record dei campionati                    |
| 2016 | Asiatici indoor     | Doha           | 400 m piani | Oro        | 45"88       |                                          |
| 2016 | Asiatici indoor     | Doha           | 4×400 m     | Oro        | 3'08"20     |                                          |
| 2016 | Mondiali indoor     | Portland       | 400 m piani | Argento    | 45"59       | Miglior prestazione personale stagionale |
| 2016 | Mondiali U20        | Bydgoszcz      | 400 m piani | Oro        | 44"81       | Miglior prestazione personale stagionale |
| 2016 | Giochi olimpici     | Rio de Janeiro | 400 m piani | Semifinale | 46"66       |                                          |
| 2017 | Mondiali            | Londra         | 400 m piani | Bronzo     | 44"48       | Miglior prestazione personale stagionale |
| 2018 | Asiatici indoor     | Teheran        | 400 m piani | Oro        | 46"37       |                                          |
| 2018 | Asiatici indoor     | Teheran        | 4×400 m     | Oro        | 3'10"08     |                                          |
| 2018 | Mondiali indoor     | Birmingham     | 400 m piani | Batteria   | dq          |                                          |
| 2018 | Giochi asiatici     | Giacarta       | 400 m piani | Oro        | 44"89       |                                          |
| 2018 | Giochi asiatici     | Giacarta       | 4×400 m     | Oro        | 3'00"56     | Record dei Giochi · Record asiatico      |
| 2019 | Mondiali            | Doha           | 400 m piani | Batteria   | 47"76       | Miglior prestazione personale stagionale |

## Altre competizioni internazionali
2018
- Oro in Coppa continentale ( Ostrava), 400 m piani - 44"72